# Lilli Hollunder

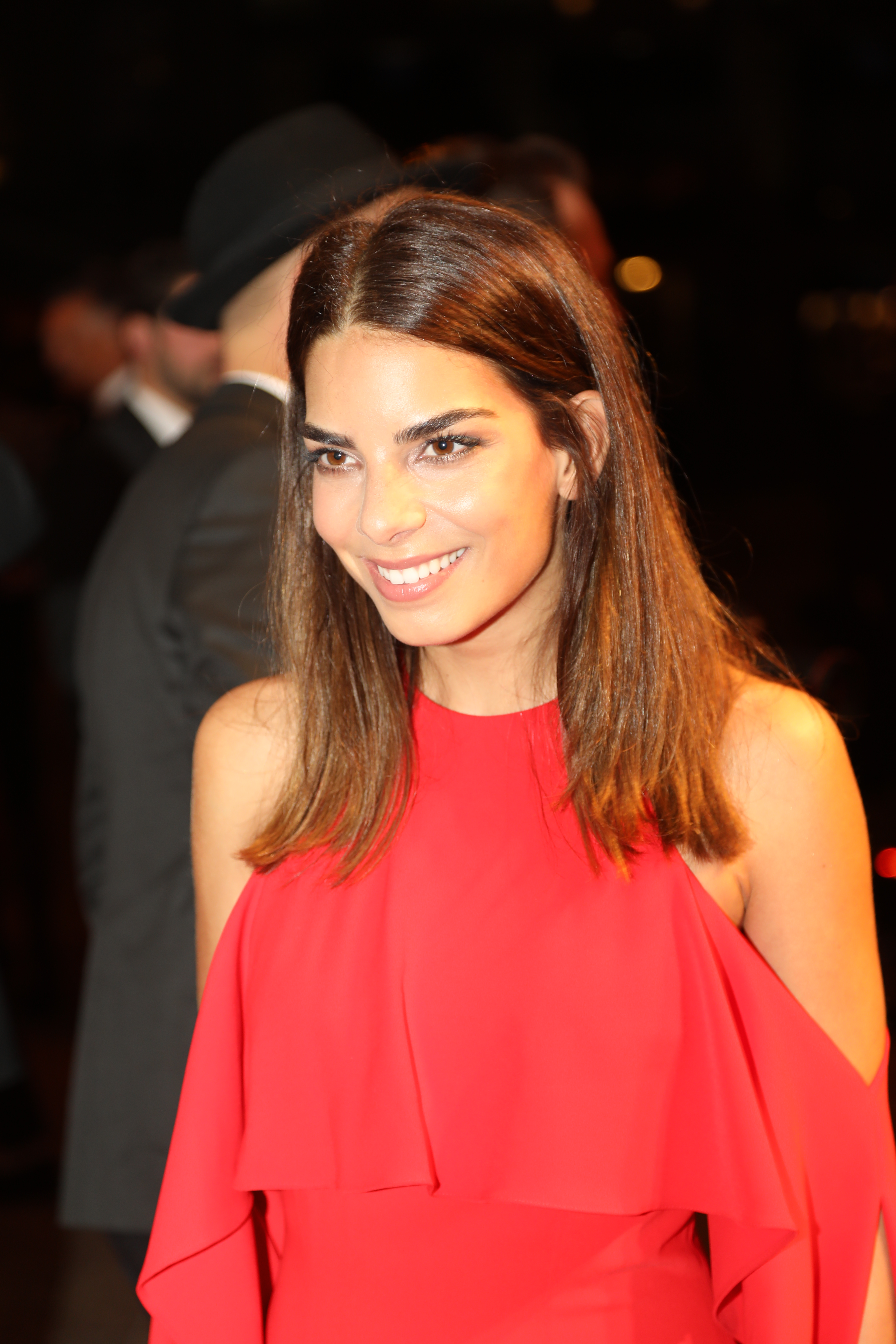
Lilli Hollunder (2017)

Lilli Hollunder (* 5. Mai 1986 in Leverkusen) ist eine deutsche Schauspielerin.

## Leben und Karriere
Lilli Hollunders Mutter ist die deutsch-türkische Schauspielerin und Autorin Sema Meray, ihr Vater ein deutscher Mediziner aus Nordrhein-Westfalen. Hollunder machte im Jahr 2005 in Köln Abitur. Schon während ihrer Schulzeit wirkte sie als Schauspielerin in einzelnen Episoden von Fernsehserien wie Lindenstraße (Das Erste), Alarm für Cobra 11 – Die Autobahnpolizei (RTL) und SOKO Köln (ZDF) mit. Darüber hinausgehend erhielt sie privaten Schauspiel- und Gesangsunterricht.
In der Zeit vom April 2005 bis zum April 2008 spielte Hollunder die Rolle der Lisa Brandner in der ARD-Vorabendserie Verbotene Liebe. Von Ende Dezember 2010 (Folge 597) bis zum 13. April 2012 war sie in einer Hauptrolle der Sat.1 Telenovela Anna und die Liebe zu sehen.
Neben ihrem Engagement beim Fernsehen arbeitete Hollunder auch als Schauspielerin am Theater. Im Februar 2008 spielte sie in dem deutsch-türkischen Theaterstück Wegen der Ehre/Namus icin (Regie: Till Rickelt) im Freien Werkstatt Theater Köln mit. 2009 und 2010 moderierte sie zudem im Fan-Fernsehen des Fußball-Bundesligisten 1. FC Köln. Hollunder zierte zweimal das Cover der deutschen Ausgabe der FHM. Während sie sich im Dezember 2005 die Titelseite mit Verbotene Liebe-Kollegin Yvonne Burbach teilte, war sie im September 2007 alleiniges Covergirl.
Auf ihrem Blog little hero publiziert Hollunder regelmäßig. Zuletzt spielte sie bis Januar 2018 an der Komödie im Marquardt in Stuttgart im Theaterstück Charleys Tante von Brandon Thomas in der schwäbischen Fassung von Monika Hirschle ’Em Charley sei Tante mit.
Seit dem 10. Oktober 2016 ist Hollunder mit dem ehemaligen Fußball-Torwart René Adler verheiratet Im Mai 2020 kam ihr Sohn zur Welt, im November 2022 ihre Tochter. Die Familie lebt in Hamburg-Harvestehude.

## Filme
- 2002: Die Sitte (Fernsehserie, Folge 1x01 Flüstertöne)
- 2003–2018: Alarm für Cobra 11 – Die Autobahnpolizei (Fernsehserie, drei Folgen)
- 2004: SOKO Köln (Fernsehserie, Folge 1x17 Tod am Bau)
- 2005: Lindenstraße (Fernsehserie, sechs Folgen)
- 2005: Mein Leben & Ich (Fernsehserie, Folge 4x08 Dunkelkammer)
- 2005–2008: Verbotene Liebe (Fernsehserie, 408 Folgen)
- 2008: 112 – Sie retten dein Leben (Fernsehserie, Folge 1x70)
- 2008: Plötzlich Papa – Einspruch abgelehnt! (Fernsehserie, Folge 1x07 Beim Barte des Propheten)
- 2010–2012: Anna und die Liebe (Fernsehserie, drei Folgen)
- 2010: Hermann (Kurzfilm)
- 2011: Ich bin Boes (Fernsehserie)
- 2014–2015: Heldt (Fernsehserie, drei Folgen)
- 2016: Der Lehrer (Fernsehserie, Folge 4x06 Topf … Deckel …)
- 2019: Der Staatsanwalt (Fernsehserie, Folge 14x04 Rätselhafter Überfall)
- 2019: The Outpost (US-Fernsehserie, 2. Staffel, vier Folgen)[7]
- 2022: SOKO Hamburg (Fernsehserie, Folge 4x05 Perfect Partner)
- seit 2024: Notruf Hafenkante (Fernsehserie, Folge ab 18×22 Die Neue)

## Theater
- 2017–2018: ’Em Charley sei Tante (Schauspielbühnen Stuttgart)